# Arse
Arse is een bestuurslaag in het regentschap Padang Lawas Utara van de provincie Noord-Sumatra, Indonesië. Arse telt 154 inwoners (volkstelling 2010).